# وکی کوشل
وکی کوشل (پنجابی: ਵਿੱਕੀ ਕੌਸ਼ਲ، هندی: विक्की कौशल، تلفظ در هندی: [ˈʋɪkːi ˈkɔːʃəl]، انگلیسی: Vicky Kaushal، زاده ۱۶ می ۱۹۸۸) بازیگر هندی است.
از فیلم‌هایی که وی در آن نقش داشته‌است می‌توان به راضی، آرزوی قلبی، داستان شهوت، اوری، رامان راگاو، اسم من گویندا است، برو کنار و مراقب باش، عشق در هر فوت مربع، خانواده بزرگ هندی، سام بهادر و دانکی اشاره کرد.

## زندگی و شغل

### زندگی اولیه و کار (۱۹۸۸–۲۰۱۶)
وکی کوشل در ۱۶ مه ۱۹۸۸ در یک چاول در حومه بمبئی در خانواده شام وکی کوشل، بدلکار و کارگردان اکشن بعدی در فیلم‌های هندی و وینا وکی کوشل زاده شد. برادر کوچکتر او، سانی، نیز بازیگر است. خانواده او پنجابی هستند. کوشل خود را بچه معمولی که به مطالعه، بازی کریکت و تماشای فیلم علاقه‌مند بود توصیف کرده‌است. والدین او مشتاق بودند که پسرشان شغلی پایدار داشته باشد و بنابراین، کوشل مدرک مهندسی را در الکترونیک و مخابرات از مؤسسه فناوری راجیو گاندی بمبئی دنبال کرد. در طی یک بازدید صنعتی از یک شرکت فناوری اطلاعات، او متوجه شد که یک شغل اداری برای او مناسب نیست و شروع به آرزوی حرفه ای در سینما کرد. او برای مدت کوتاهی شغل مهندسی را بر عهده گرفت و شروع به همراهی پدرش در صحنه فیلمبرداری کرد.
او بازیگری را در آکادمی کیشور نامیت کاپور خواند و به عنوان دستیار کارگردان انوراگ کاشیاپ در درام جنایی دو قسمتی گروه‌های واسی‌پور (۲۰۱۲) کار کرد. وکی کوشل خاطرات خوبی از کار با کاشیاپ تعریف کرده‌است که او را مربی خود می‌داند. او همچنین کار روی صحنه را با اولین کار بازیگری خود در تولید ماناو کائول در مداد لال آغاز کرد. در فیلم، کوشل نقش‌های کوچکی در تولیدات کاشیاپ Luv Shuv Tey Chicken Khurana (2012) و Bombay Velvet (2015) و فیلم کوتاه تجربی Geek Out (2013) بازی کرد. کوشل اولین نقش اصلی خود را در درام مستقل مسعان (۲۰۱۵) به کارگردانی نیرج غیوان بازی کرد. کوشل و غایوان هر دو دستیار گروه دار و دسته‌های واسی‌پور بودند، و پس از کناره‌گیری راجکومار رائو برای بازی در این فیلم انتخاب شد. کوشل برای ایفای نقش مرد جوانی از یک طبقه اجتماعی-اقتصادی پایین که آرزوی زندگی بهتر را دارد، زمانی را در بنارس، جایی که فیلم در آن روایت می‌شود، گذراند و آداب و رسوم مردان محلی را مشاهده کرد. این فیلم در بخش Un Certain Regar در جشنواره فیلم کن ۲۰۱۵ نمایش داده شد و در آنجا دو جایزه از جمله جایزه FIPRESCI دریافت کرد. ماسان تحسین منتقدان را به دست آورد و نیویورک تایمز آن را نمونه ای برجسته از افزایش رئالیسم در سینمای هند دانست. نیکیل تانجا از هاف پست، اجرای کوشل را تأثیرگذار و به یاد ماندنی نامید و آنوج کومار از هندو نوشت که او بدون زحمت هم عقده حقارت و هم نگرش شکستن دیگ کاست را منتقل می‌کند. بازی او جوایز IIFA و Screen Awards را برای بهترین اولین فیلم مرد، و نامزدی جایزه فیلم آسیایی برای بهترین تازه‌وارد، از جمله جوایز دیگر برای او به ارمغان آورد. جشنواره بین‌المللی فیلم بوسان ۲۰۱۵ نشان‌دهنده اکران درام زوبان بود که کوشل آن را قبل از ماسان فیلم‌برداری کرده بود. نقش او نقش مردی غمگین بود که پس از مرگ پدرش شروع به لکنت زبان می‌کند. او برای یادگیری الگوهای لکنت زبان با یک گفتار درمانگر کار کرد و با برخی از بیماران دکتر وقت گذراند. پس از اتمام کار روی فیلم، کوشل به سختی از شخصیت فاصله گرفت و شروع به لکنت زبان در زندگی واقعی کرد. عملکرد او باعث شد که جاستین چانگ از ورایتی به او برچسب استعداد کاریزماتیک و ذاتاً جذاب بدهد. در تریلر روان‌شناختی کاشیاپ رامان راغاو ۲.0 (2016)، کوشل نقش یک افسر پلیس معتاد به مواد مخدر را در تعقیب قاتل زنجیره‌ای که نواز الدین صدیقی آن را به تصویر می‌کشد، بازی کرد. این شخصیت آشفته و نامتعادل با شخصیت خود کوشل شباهت چندانی نداشت و برای متقاعد کردن کاشیاپ برای انتخاب او، پنج روز در انزوا زندگی کرد و مدام خطوطی از فیلمنامه را تکرار کرد. عاصم چابرا در نوشتن برای Rediff.com، اجرای خود را شجاعانه دید و افزود: اگر یک شگفتی بزرگ در رامان راغاو ۲٫۰ وجود داشته باشد، آن اجرای ستاره‌ساز وکی کوشل است. هم Zubaan و هم Raman Raghav 2.0 نتوانستند مخاطبان زیادی در گیشه پیدا کنند.

### پیشرفت (۲۰۱۸–اکنون)
وکی کوشل در سال ۲۰۱۸ به موفقیت دست یافت. او اولین بار به عنوان بازیگر مرد کمدی رمانتیک عشق در هر فوت مربع، اولین فیلم هندی نتفلیکس، دیده شد. شوتا راماکریشنان از فرست پست، شیمی بین کوشل و همبازی اش انگیرا دهار را نقطه برجسته فیلم در نظر گرفت. او سپس در تریلر جاسوسی رازی (۲۰۱۸) مگنا گلزار که بر اساس رمان هریندر سیکا به نام Calling Sehmat ساخته شده بود، ظاهر شد. داستان فیلم در طول جنگ هند و پاکستان در سال ۱۹۷۱ اتفاق می‌افتد، این فیلم داستان واقعی یک دختر جوان هندی اهل کشمیر (با بازی عالیا بات) را روایت می‌کند که برای جاسوسی برای اطلاعات هند با یک افسر ارتش پاکستان (کوشل) ازدواج می‌کند. او به سمت انسانیتی که در داستان پیدا کرده بود جذب شد و برای انتقال آسیب‌پذیری و قدرت مقتدرانه در شخصیت خود تلاش کرد. این فیلم به عنوان یکی از پرفروش‌ترین فیلم‌های هندی با حضور یک قهرمان زن ظاهر شد و مینا ایر از اخبار و تحلیل‌های روزانه، از کوشل به خاطر فیلم صحیح شخصیت بات تمجید کرد. دومین محصول سال او در نتفلیکس، فیلم مجموعه داستان‌های هوس بود. این شامل چهار فیلم کوتاه است که به جنسیت زنانه می‌پردازد. کوشل در بخش کاران جوهر به عنوان مردی تازه ازدواج کرده بود که نارضایتی جنسی همسرش (با بازی کیارا آدوانی) را تشخیص نمی‌دهد. موفق‌ترین اکران تجاری کوشل در سال ۲۰۱۸ با فیلم سانجو به کارگردانی راجکومار هیرانی، فیلمی بیوگرافی از سانجی دات، هنرپیشه مشکل دار، که توسط رانبیر کاپور در این فیلم به تصویر کشیده شد، رقم خورد. کوشل نقش بهترین دوستش کاملی را بازی کرد که ترکیبی تخیلی از دوستان واقعی دات بود. او در مراحل آماده‌سازی، زمانی را با پرش گلانی سپری کرد که الهام بخش اصلی این نقش بود. راچیت گوپتا از تایمز آو ایندیا، کار کوشل را یکی از بهترین بازی‌های فیلم می‌دانست و سمرودی گوش از ایندیا امروز نوشت که در مقابل اجرای عالی رانبیر ایستادگی می‌کند و در صحنه‌های خنده‌دار و همچنین احساسی می‌درخشد. رازی و سانجو هر دو یکی از پرفروش‌ترین فیلم‌های هندی سال ۲۰۱۸ بودند و با درآمدی بیش از ۵٫۷۹ میلیارد روپیه (۷۷ میلیون دلار آمریکا)، فیلم دوم در ردهٔ پردرآمدترین فیلم‌های سینمای هند قرار گرفت. در آخرین اکران خود در سال، کوشل با کاشیاپ برای «مانمارزیان»، یک مثلث عشقی که در پنجاب اتفاق می‌افتد، با آبیشک باچان و تاپسی پاننو همبازی شد. آنوپاما چوپرا به این نکته توجه داشت که چقدر خوب از سکوت برای انتقال درد و میل شخصیتش استفاده می‌کرد. برای سانجو، کوشل برنده جایزه فیلم فیر بهترین بازیگر نقش مکمل مرد شد (هم‌تراز با گاجراج رائو برای بادای هو). در سال ۲۰۱۹، کوشل در نقش یک افسر نظامی در Uri: The Surgical Strike، یک فیلم اکشن بر اساس حمله 2016 Uri، به کارگردانی آدیتیا دار و فیلمبرداری در صربستان بازی کرد. برای آماده شدن، وزن عضلانی به دست آورد، رژیم کتوژنیک را تمرین کرد و پنج ماه تمرین نظامی و جلسات هنرهای رزمی ترکیبی را پشت سر گذاشت. او در حین فیلمبرداری یک سکانس اکشن در آن دستش آسیب دید. اودی باتیا از نعناع، کوشل را یک سرنخ رواقی»l می‌دانست، اما از نبود عمق در شخصیت او ابراز تاسف کرد. راجیو ماسند به جنون‌گرایی فیلم توجه کرد و از شخصیت‌پردازی‌های بیش‌ازحد انتقاد کرد، اما معتقد بود که وکی کوشل هم جسمی حجیم‌شده و هم نوعی عزم پولادین را که این قسمت نیاز دارد به ارمغان می‌آورد. Uri در هند ۲٫۴ میلیارد روپیه (۳۲ میلیون دلار آمریکا) و بیش از ۳٫۵ میلیارد روپیه (۴۶ میلیون دلار آمریکا) در سرتاسر جهان درآمد کسب کرد و دهمین فیلم هندی پردرآمد در داخل کشور شد. کوشل جایزه فیلم ملی بهترین بازیگر مرد را دریافت کرد (به اشتراک گذاشته شده با آیوشمان خورانا برای فیلم Andhadhun) و جایزه فیلم فیر را برای نامزدی بهترین بازیگر مرد دریافت کرد.
یک سال بعد، کوشل در فیلم ترسناک Bhoot - Part One: The Haunted Ship (2020) به تهیه کنندگی کاران جوهر ظاهر شد. او در جریان فیلمبرداری یک سکانس اکشن بر اثر شکستگی استخوان گونه خود دچار حادثه شد. سایبال چاترجی از NDTV کوشل را در فیلمی که او آن را یک اشتباه وحشتناک می‌دانست، «جدی‌ترین» می‌داند. وکی نقش سردار اودهام سینگ را در سریال سردار اودهام از شوجیت سیرکار که در ۱۶ اکتبر ۲۰۲۱ در آمازون پرایم ویدئو منتشر شد، بازی کرد. این فیلم بر اساس زندگی سردار اودهام سینگ، یک مبارز آزادی انقلابی است که بیشتر به خاطر ترور مایکل اودوایر در لونج شناخته می‌شود. ۱۹۱۹ قتل‌عام جالیانوالا باغ در امریتسار.

## پروژه‌های آینده
در ژوئن ۲۰۱۹، کوشل دومین همکاری خود را با گلزار اعلام کرد، درام جنگی سام بهادر، جایی که او در نقش فیلد مارشال سام مانکشاو بازی خواهد کرد. در ۱ فوریه ۲۰۲۰، تیزر درام دورهمی او تخت منتشر شد. این فیلم یک گروه بازیگر دارد و قرار بود در مارس ۲۰۲۰ اکران شود اما به دلیل همه‌گیری کووید-۱۹ به تعویق افتاد. بنا بر گزارش‌ها، به دلیل رکود کووید-۱۹ توسط کاران جوهر کنار گذاشته شد. کوشل در سال ۲۰۲۱ فیلمبرداری درام کمدی خانوادگی ویجی کریشنا آچاریا، خانواده بزرگ سرخپوستان را با مانوشی چیلار به پایان رساند. او در نقش اصلی فیلم کمدی گوویندا نام مرا به کارگردانی ششانک کیتان که در سال ۲۰۲۲ اکران می‌شود، دیده می‌شود.
او همچنین قرار است دوباره با آدیتیا دار در فیلم ابرقهرمانی اسطوره‌ای آشواتامای جاودانه در مقابل سارا علی‌خان که آشواتاما را به تصویر می‌کشد، همبازی شود. این یک سه‌گانه برنامه‌ریزی شده‌است که توسط رونی اسکرووالا حمایت می‌شود. او Shubh Aarambh را از پروژه بعدی خود اعلام می‌کند.

## جوایز و نامزدی

### انجمن‌های بزرگ
| سال  | جایزه                        | دسته‌بندی                    | فیلم                     | نتیجه    | مرجع.  |
| ---- | ---------------------------- | --------------------------- | ------------------------ | -------- | ------ |
| ۲۰۱۶ | جوایز فیلم انجمن تهیه‌کنندگان | بهترین بازیگر مرد           | مسائن                    | نامزدشده | [ ۱ ]  |
| ۲۰۱۶ | جوایز استارداست              | بهترین بازیگری (مرد)        | مسائن                    | نامزدشده | [ ۲ ]  |
| ۲۰۱۶ | جوایز فیلم آسیایی            | بهترین فیلم تازه‌وارد        | مسائن                    | نامزدشده | [ ۳ ]  |
| ۲۰۱۹ | جوایز فیلم آسیایی            | بهترین بازیگر نقش مکمل مرد  | سانجو                    | نامزدشده | [ ۴ ]  |
| ۲۰۱۶ | جوایز IIFA                   | بهترین بازیگر مرد           | مسائن                    | پیروز    | [ ۵ ]  |
| ۲۰۱۹ | جوایز IIFA                   | بهترین بازیگر نقش مکمل مرد  | سانجو                    | پیروز    | [ ۶ ]  |
| ۲۰۱۹ | جوایز IIFA                   | بهترین بازیگر مرد           | رضی                      | نامزدشده | [ ۶ ]  |
| ۲۰۲۰ | جوایز IIFA                   | بهترین بازیگر مرد           | Uri: The Surgical Strike | نامزدشده | [ ۷ ]  |
| ۲۰۱۹ | جوایز فیلم فیر               | بهترین بازیگر نقش مکمل مرد  | سانجو                    | پیروز    | [ ۸ ]  |
| ۲۰۲۰ | جوایز فیلم فیر               | بهترین بازیگر مرد           | Uri: The Surgical Strike | نامزدشده | [ ۹ ]  |
| ۲۰۲۰ | جوایز ملی فیلم               | بهترین بازیگر مرد           | Uri: The Surgical Strike | پیروز    | [ ۱۰ ] |
| ۲۰۱۶ | جوایز صفحه نمایش             | بهترین اولین فیلم مرد       | مسائن                    | پیروز    | [ ۱۱ ] |
| ۲۰۱۹ | جوایز صفحه نمایش             | بهترین بازیگر نقش مکمل مرد  | رضی                      | نامزدشده | [ ۱۲ ] |
| ۲۰۱۹ | جوایز صفحه نمایش             | بهترین بازیگر نقش مکمل مرد  | سانجو                    | نامزدشده | [ ۱۲ ] |
| ۲۰۱۹ | جوایز صفحه نمایش             | بهترین بازیگر مرد           | مانمرزیان                | نامزدشده | [ ۱۲ ] |
| ۲۰۲۰ | جوایز صفحه نمایش             | بهترین بازیگر مرد           | Uri: The Surgical Strike | نامزدشده | [ ۱۳ ] |
| ۲۰۱۶ | جوایز زی سینما               | بهترین اولین فیلم مرد       | مسائن                    | پیروز    | [ ۱۴ ] |
| ۲۰۱۹ | جوایز زی سینما               | بهترین بازیگر نقش مکمل مرد  | سانجو                    | پیروز    | [ ۱۵ ] |
| ۲۰۲۰ | جوایز زی سینما               | بهترین بازیگر مرد - منتقدان | Uri: The Surgical Strike | نامزدشده | [ ۱۶ ] |

### جوایز جشنواره فیلم
| سال  | جشنواره                  | دسته‌بندی               | فیلم  | نتیجه | مرجع.  |
| ---- | ------------------------ | ---------------------- | ----- | ----- | ------ |
| ۲۰۱۹ | جشنواره فیلم هندی ملبورن | بهترین عملکرد حمایتی   | سانجو | پیروز | [ ۱۷ ] |
| ۲۰۱۶ | جشنواره فیلم جاگران      | جایزه ویژه هیئت داوران | مسائن | پیروز | [ ۱۸ ] |